# Club Bàsquet Menorca
El Club Bàsquet Menorca, conocido como Hestia Menorca por motivos de patrocinio, es un club de baloncesto de Mahón (Islas Baleares) que juega actualmente en Primera FEB (nueva denominación de la antigua LEB Oro). 

## Historia
El Club Bàsquet Menorca se fundó en 2017 con el objetivo de alcanzar nuevamente el baloncesto profesional después de la disolución del antiguo equipo de Liga ACB, Menorca Bàsquet.
En su primera temporada como proyecto (2016), aún bajo el amparo del CCE Sant Lluís, jugó la liga EBA en el Poliesportiu Municipal Ses Canaletes de Sant Lluís, con sede en el municipio homónimo que jugó la temporada anterior en la misma liga.
La temporada 2017-18 fue la primera del club con el nombre de Bàsquet Menorca, comenzando a jugar sus partidos como local en el Pavelló Menorca. Terminó la temporada ascendiendo a LEB Plata, en la fase final disputada en Mahón. A partir de la temporada 2018-19, el equipo pasa a denominarse Hestia Menorca, debido a su patrocinador principal.
En la temporada 2022-23 consiguió el ascenso a LEB Oro, después de quedar segundos en la temporada regular, derrotando al CB Clavijo en las semifinales.

## Instalaciones
El Hestia Menorca juega sus partidos en el Pavelló Menorca, situado en la Avenida Ángel Ruiz I Pablo, 11, 07703 Mahón (Islas Baleares).

## Denominaciones
- Made in Menorca (2016-2017)
- Club Bàsquet Menorca (2017-2018)
- Hestia Menorca (2018 -2025)

## Temporadas
| Temporada | Nivel | División    | Pos. | Postemporada              | TR    | PO       | Copa           | Copa |
| --------- | ----- | ----------- | ---- | ------------------------- | ----- | -------- | -------------- | ---- |
| 2016-17   | 4     | Liga EBA    | 3.º  | –                         | 15-11 | –        | –              | –    |
| 2017-18   | 4     | Liga EBA    | 2.º  | Fase final (3.º)/ Ascenso | 19-7  | (2-0)3-0 | –              | –    |
| 2018-19   | 3     | LEB Plata   | 14.º | –                         | 18-16 | –        | –              | –    |
| 2019-20   | 3     | LEB Plata   | 10.º | –                         | 15-10 | –        | –              | –    |
| 2020-21   | 3     | LEB Plata   | 3.º  | Cuartos final (6.º)       | 17-9  | 3-1      | –              | –    |
| 2021-22   | 3     | LEB Plata   | 5.º  | Octavos final (14.º)      | 15-11 | 0-1-1    | –              | –    |
| 2022-23   | 3     | LEB Plata   | 2.º  | Semifinal (3.º)/ Ascenso  | 21-5  | 6-0      | Copa LEB Plata | SC   |
| 2023-24   | 2     | LEB Oro     | 12.º | –                         | 14-20 | –        | –              | –    |
| 2024-25   | 2     | Primera FEB | 15.º | –                         | 11-23 | –        | Copa España    | FG   |